# Moldsilva
Moldsilva este autoritatea administrativă centrală în domeniul silviculturii și cinegeticii din Republica Moldova, care își exercită funcțiile în contextul promovării politicii de stat în domeniu prin efectuarea lucrărilor de extindere, regenerare si conservare, reconstrucția ecologică, folosirea rațională a resurselor forestiere, paza, protecția și dezvoltarea fondul național forestier și cinegetic.
Conform Curții de Conturi, la 31 decembrie 2019 Moldsilva administra 337.600 ha de terenuri.
Echivalentul românesc al acestei instituții e "Regia Națională a Pădurilor Romsilva".

## Obiective
Obiectivele prioritare stabilite sunt: 
- Consolidarea potențialului vital al pădurilor naturale existente
- Conservarea diversității biologice forestiere
- Extinderea suprafețelor acoperite cu vegetație forestieră
- Sporirea eficienței activităților de pază și protecție a fondului forestier
- Constituirea Sistemului informațional forestier ca parte componentă a Sistemului informațional național.